# Role Model (cantautor)
Tucker Pillsbury, conocido profesionalmente como Role Model , es un cantautor y ex rapero estadounidense. Después de autoeditar su debut Arizona in the Summer en el 2017, obtuvo seguidores en línea y firmó con Interscope Records en el 2018. Más tarde lanzó dos reproducciones extendidas, Oh, How Perfect (2019) y Our Little Angel (2020), a través de Interscope y Polydor Records . Después publicó su primer álbum, Rx, en 2022. Su último álbum, Kansas Anymore, fue lanzado en julio de 2024.

## Vida más reciente
Tucker Pillsbury nació en Portland, Maine y creció en Cape Elizabeth, Maine. Su padre, Rusty, es tasador de bienes , y su madre, Susan Pillsbury, es maestra de educación especial en Cape Elizabeth. Elvis Presley era su mayor ídolo, y era tal su inspiración por el cantante que actuaba en casa disfrazado de él. A lo largo de la escuela secundaria, se interesó por el cine y, en 2016, se mudó a Pittsburgh para especializarse en cine en la Universidad de Point Park . Durante el primer año, se rompió la muñeca debido a un accidente de esquí en Sugarloaf Mountain, y luego se rompió la muñeca nuevamente debido a un accidente en patinete. Mientras estaba atrapado en su dormitorio, dos de sus amigos dejaron equipos de música en su dormitorio, lo que lo llevó a grabar varias recopilaciones de rap mientras aprendía a usar Logic Pro . Pronto abandonó la universidad después de que sus calificaciones comenzaran a bajar.

## Carrera
Role Model comenzó a rapear en 2016 bajo el nombre de Tucker y lanzó su primera recopilación, Since When . Pronto cambió su nombre artístico a Dillis y lanzó su primer álbum, Moth, en junio de 2016. Ese mismo mes, actuó en un espectáculo en Maine State Pier, y luego actuó como telonero de Lil Debbie durante su gira estadounidense de 2016.
A principios de 2017, cambió su nombre artístico a Role Model y pasó del rap al cante. Él mismo lanzó su primera reproducción extendida, Arizona in the Summer, en diciembre de 2017, lo que le valió seguidores en línea. Después de escuchar la reproducción extendida, el rapero Mac Miller invitó a Role Model a Los Ángeles para que los dos trabajaran juntos. Firmó con Interscope Records en 2018. En noviembre de 2018 se lanzó un video musical de su canción "Play the Part". Su single "Minimal" fue lanzado en mayo del 2019 junto con un video musical. Apareció en la canción "Fucked Up, Kinda" de Julia Michaels, Inner Monologue Part 2, lanzado en junio de 2019. Lanzó el video musical de su single, "Hello", en octubre del 2019. En noviembre de 2019, lanzó su segunda reproducción extendida, Oh, How Perfect, en noviembre de 2019 a través de Interscope Records y Polydor Records . Su primera gira como personaje principal, Far from Perfect Tour, tuvo lugar a finales de 2019.
En febrero del 2020 lanzó una versión acústica de su canción "Notice Me". Lanzó su tercera reproducción extendida, Our Little Angel, en octubre de 2020 a través de Polydor Records. En octubre de 2020 se lanzó un video musical de su canción "Blind". En julio de 2021, lanzó el sencillo "Forever & More" y en septiembre de 2021 lanzó el sencillo "Death Wish". El 18 de febrero de 2022, lanzó el sencillo "If Jesus Saves, She's My Type" junto con su video musical. El mismo día, Role Model también anunció el título, la lista de canciones y la fecha de lanzamiento oficial de su álbum. En marzo de 2022, lanzó el tercer single del álbum, "Neverletyougo", con un video musical. Su álbum, Rx, fue lanzado el 8 de abril de 2022. El video musical de "Rx", la canción principal, fue lanzado el 9 de abril de 2022.[cita requerida]. El 17 de febrero de 2023, lanza su sencillo "A little more time". El 26 de febrero de 2023 se publicó su video musical coproducido por su pareja Emma Chamberlain.

## Maestría
Role Model supuestamente tomó su nombre del personaje de Paul Rudd en la película Role Models de 2008. Sin embargo, durante la entrevista de junio de 2022 con Zach Sang, confirmó que se trataba de una broma. A menudo toca la guitarra acústica en sus canciones, y su música ha sido descrita como pop. Se ha referido a Mac Miller como una inspiración para él debido a su influencia en la ciudad de Pittsburgh, y calificó su encuentro como "el momento más crucial de su vida". Los críticos han descrito sus letras, que tratan temas como el sexo, la salud mental y las relaciones, como "relacionables" y "confesionales".

## Vida personal
A lo largo de su carrera, Pillsbury ha sido muy abierto sobre los problemas de salud mental y su propia depresión . A partir de 2019, tiene su sede en Hollywood .

## Discográfica

### Álbumes
| Título         | Detalles |
| -------------- | --- |
| Rx             | - Lanzamiento: 8 de abril de 2022 - Discográfica: Interscope, Polydor - Formato: Descarga digital, streaming, vinilo 12″, CD |
| Kansas Anymore | Lanzamiento: 19 de julio de 2024. Discográfica: Interscope                                                                   |

### extensiones
| Título                | Detalles |
| --------------------- | --- |
| Arizona in the Summer | - Lanzamiento: 30 de enero de 2017 - Sello: Autoeditado - Formatos: Descarga digital, streaming                              |
| Oh, How Perfect       | - Lanzamiento: 13 de noviembre de 2019 - Discográfica: Interscope, Polydor - Formatos: Descarga digital, streaming           |
| Our Little Angel      | - Lanzamiento: 21 de octubre de 2020 - Discográfica: Interscope, Polydor - Formatos: vinilo 12″, descarga digital, streaming |

### Singles
Lista de singles con su título, año y álbum
| Título                            | Año  | Álbum                                |
| --------------------------------- | ---- | ------------------------------------ |
| "Cocaine Babe"                    | 2017 |                                      |
| "Puerto Rican"(featuring Patches) | 2017 |                                      |
| "Girl in New York"                | 2017 |                                      |
| "I Don't Rly Like U"              | 2017 | Arizona in the Summer                |
| "Not a Fan"                       | 2018 |                                      |
| "Stolen Car"                      | 2018 |                                      |
| "Play the Part"                   | 2018 |                                      |
| "Six Speed"                       | 2018 |                                      |
| "The Climb"                       | 2019 |                                      |
| "Minimal"                         | 2019 |                                      |
| "Hello!"                          | 2019 | Oh, How Perfect                      |
| "Notice Me (Acoustic)"            | 2020 |                                      |
| "For the People in the Back"      | 2020 | Our Little Angel                     |
| "Blind"                           | 2020 | Our Little Angel                     |
| "Forever&More"                    | 2021 | Rx                                   |
| "Death Wish"                      | 2021 |                                      |
| "If Jesus Saves, She's My Type"   | 2022 | Rx                                   |
| "Neverletyougo"                   | 2022 | Rx                                   |
| "Rx"                              | 2022 | Rx                                   |
| "Cross Your Mind"                 | 2022 |                                      |
| "A little more time"              | 2023 | A little more time                   |
| "Sally, When The Wine Runs Out"   | 2025 | Kansas Anymore (The Longest Goodbye) |